# Faithful Wives
Faithful Wives és una pel·lícula muda produïda per Platinum Pictures dirigida per Norbert A. Myles i protagonitzada per Wallace MacDonald, Edythe Chapman i Doris May. Rodada el 1920, es va estrenar el 25 de novembre de 1926.

## Argument
Un home innocent és sentenciat a morir a la cadira elèctrica. Charles Austin, l'única persona que el pot salvar és llençat d'un tren durant una baralla i acaba en un hospital. Al darrer moment es desperta i pot obtenir el perdó del governador per al seu amic.

## Repartiment
- Wallace MacDonald (Tom Burke)
- Edythe Chapman (la mare)
- Doris May (germana de Tom)
- Niles Welch (Charles Austin)
- Philippe De Lacey (el nen)
- Myrda Dagmarna (l'esposa de Tom)
- Dell Boone (la vídua)
- Alec B. Francis
- William A. Lowery (Buck Randall)
- William Conklin (governador Turner)
- Bill Brown (advocat)
- Kate Price